# 新东街道 (沈阳市)
新东街道，原是中华人民共和国辽宁省沈阳市大东区下辖的一个乡镇级行政单位。2019年11月10日，撤销新东街道，辖区并入东塔街道。

## 行政区划
新东街道下辖以下地区：
。